# مسعود بخشی
مسعود بخشی (زاده ۱۳۵۱ تهران) فیلمساز اهل ایران است.
وی فعالیت حرفه‌ای خود را با نگارش نقد فیلم و کارگردانی فیلم های مستند آغاز کرد و سپس مستند طنز انتقادی تهران انار ندارد را در قطع ۳۵ میلی متری ساخت. این فیلم تا کنون در بیش از دویست جشنواره جهانی نمایش داشته و پس از اکران سینمایی در آمریکا، کانادا، لهستان و یونان، به عنوان نخستین فیلم مستند بلند در سه سالن سینما در شهر تهران به نمایش عمومی در آمد و با استقبال مردم و منتقدان روبرو شد. بخشی، با فیلم کوتاه داستانی آرایشگر بغداد به بخش مسابقهٔ یوزپلنگ‌های فردا جشنواره بین‌المللی فیلم لوکارنو سوئیس راه پیدا کرد. این فیلم در قطع ۳۵ میلیمتری و به زبان عربی ساخته شده است. فیلم «یک خانواده محترم» نخستین فیلم داستانی و دومین فیلم بلند بخشی پس از نمایش موفق در جشنواره کن ۲۰۱۲  امکان نمایش عمومی در ایران نیافت و نسخه بازبینی قاچاق آن منتشر شد. بخشی پس از شش سال در سال ۹۷ توانست در سی و هفتمین جشنواره فیلم فجر با «یلدا» به عنوان نویسنده و کارگردان حضور یابد.یلدا برنده جایزه بزرگ جشنواره ساندنس در سال ۲۰۲۰ و  نامزد خرس کریستال از جشنواره برلین و جایزه لویی لومیر از فرانسه ( با عنوان یلدا شبی برای بخشش)در سال ۲۰۲۱ بوده و علاوه بر نمایش در پرده سینماهای چهل کشور جهان جوایز متعددی را کسب کرده است.

## گزیده فیلم ها
- مستند شناسایی یک زن (۱۳۷۸)
- مستند وقتی بهرنگ ایومی را ملاقات می‌کنید (۱۳۸۰)
- مستند نماز باران (۱۳۸۲)
- مستند پنجره ی گمشده (۱۳۸۳)
- مستند تهران انار ندارد (۱۳۸۶)
- فبلم کوتاه آرایشگر بغداد (۱۳۸۷)
- مستند قالی ایرونی ما (۱۳۸۹)
- یک خانواده محترم (۱۳۹۱)
- یلدا (۱۳۹۷)

### گزیده جوایز
- برنده جایزه بهترین کارگردانی از جشن خانه سینمای ایران (برای تهران انار ندارد).[۵]
- برنده جایزه بهترین کارگردانی از جشنواره فجر (برای تهران انار ندارد).[۶]
- لوح سیمین جایزه بزرگ شهید آوینی (تهران انار ندارد).[۵]
- جایزه تماشاگران جشنواره سینما حقیقت (تهران انار ندارد).[۵]
- کاندید دریافت جایزه بهترین فیلم مستند سال از مرکز مستقل فیلم نیویورک (تهران انار ندارد).[۵]
- برنده جایزه بهترین فیلم کوتاه جشنواره تامپره آرایشگر بغداد
- کاندید دریافت جایزه دوربین طلا از شصت و پنجمین دوره جشنواره فیلم کن برای فیلم داستانی یک خانواده محترم.[۷]
- برنده مروارید سیاه جشنواره ابوظبی برای بهترین فیلم بخش افق‌های تازه.[۸]یک خانواده محترم.
- برنده جایزه بزرگ جشنواره ساندنس آمریکا یلدا
- برنده جایزه بهترین فیلمنامه از جشنواره صوفیه یلدا
- برنده جایزه بهترین کارگردانی از جشنواره آنتالیا یلدا
- برنده جایزه بهترین فیلمنامه از جشنواره بارسلونا  یلدا
- برنده جایزه بزرک سینما مجله ال یلدا